# (694) Экард
(694) Экард (англ. Ekard) — астероид главного пояса, который был открыт 7 ноября 1909 года американским астрономом Джоэлом Меткалфом в Тонтонской обсерватории. Назван в честь американского университета Дрейка, записанного в обратном порядке. Тиссеранов параметр относительно Юпитера — 3,253.